# The Strain
The Strain (La plaga en Latinoamérica y en español a veces titulado La cepa) es una serie de televisión estadounidense de drama, terror y ciencia ficción estrenada el 13 de julio de 2014, basada en las novelas de la Trilogía de la Oscuridad de Guillermo del Toro y Chuck Hogan.
Del Toro y Hogan escribieron el episodio piloto titulado "Noche Cero", con Guillermo como director. La primera temporada, de 13 episodios, fue ordenada el 19 de noviembre de 2013. El primer episodio se estrenó en el Festival de la Televisión de ATX en Austin, Texas, a principios de junio de 2014. La segunda temporada se estrenó el 12 de julio de 2015. El 7 de agosto de 2015 FX anunció una tercera temporada de diez episodios para 2016. FX renovó la serie para una cuarta y última temporada el 27 de septiembre de 2016, que se estrenó en verano de 2017.
En España, la serie fue emitida en el canal Cuatro a partir de 2015 y actualmente figura en el catálogo de las plataformas digitales HBO Max y Disney Plus, con las cuatro temporadas.

## Argumento

### Primera temporada
La historia comienza un 8 de febrero a las 20:00 horas. Un avión Boeing 767 de la aerolínea ficticia 'Regis Air International', procedente de Berlín (Alemania), se detiene inerte en la pista de aterrizaje del Aeropuerto Internacional JFK de Nueva York (Estados Unidos); en su interior hay 210 presuntos cadáveres y un extraño cargamento ubicado en el compartimento de equipaje. 
Tras descartar que se trate de un atentado terrorista, la administración del aeropuerto decide contactar con las distintas divisiones gubernamentales para inspeccionar el extraño fenómeno. Se convoca al Equipo Canary del Centro para el Control y Prevención de Enfermedades (CDC) liderado por el Dr. Ephraim Goodweather (Corey Stoll), epidemiólogo, y su equipo compuesto por la Dra. Nora Martínez (Mía Maestro), bioquímica, y Jim Kent (Sean Astin), administrador del equipo. 
Goodweather y su equipo deciden investigar lo que parece un posible contagio viral, causante de una muerte colectiva en el interior del avión. Para su sorpresa, después de unos minutos, cuatro de los ya catalogados muertos logran recuperar sus funciones vitales, sobreviviendo a tan curioso fenómeno.
Mientras transcurre la investigación, Abraham Setrakian (David Bradley), un extraño anciano dedicado al negocio de antigüedades, decide intervenir y advierte a los especialistas que una antigua maldición ha llegado a la ciudad en un extraño cargamento. Goodweather, incrédulo y escéptico ante la información del anciano, decide seguir con la investigación, descubriendo que posiblemente los detonantes de tal contagio sean nematodos (gusanos parásitos) que funcionan como vector (agente biológico portador) de un virus con características letales, y que se albergan en el extraño cargamento que portaba la nave, un ataúd de madera con particulares símbolos y relleno de tierra, el cual desaparece en extrañas circunstancias de la bodega de almacenaje del aeropuerto sin dejar rastro alguno.
Una vez que Goodweather y su equipo descubren que las advertencias de Setrakian son fundadas, decide aliarse con el anciano e ir en busca de respuestas, entre las cuales descubrirá que lo que parecía el inicio de una epidemia no es más que una oscura leyenda sanguinaria que se vuelve realidad, encarnándose en "El Maestro" o lo que algunos denominan "El Amo", quien será ayudado por un ejército en aumento de "Strigois" (humanoides pertenecientes a la cultura criptozoológica de los países nórdicos de Europa del Este).
Durante la historia, Goodweather conocerá aliados que buscarán respuestas y harán frente a esta enfermedad, y además deberá lidiar con una ruptura marital con su esposa, Kelly (Natalie Brown), y la lucha por la custodia de su pequeño hijo Zach (Ben Hyland). Será esta oscura leyenda la que hará que la Dra. Martínez se enfrente a sus peores miedos; que Jim, compañero de Goodweather, decida entre la lealtad a sus amigos o la fulminante enfermedad de su esposa; que Vasilly Fet (Kevin Durand), un exterminador de plagas, logre ser valorado como un valiente luchador y dejar atrás el estigma de un simple cazador de ratas; que Dutch Velders (Ruta Gedmintas), una hacker profesional, sea corrompida por la ambición y decida retractarse de su culpas escondiendo una compleja relación amorosa; que Agustín "Gus" Elizalde (Miguel Gómez) decida entre seguir siendo un desdichado pandillero o utilizar sus habilidades para enfrentar esta horrenda realidad; y finalmente que el magnate de la ciudad Eldritch Palmer (Jonathan Hyde), cegado por su enorme ambición y ansias de curar su terrible enfermedad, utilice toda su fortuna para ser cómplice de los oscuros planes de Thomas Eichorst (Richard Sammel), quien esconde un sangriento pasado y que guiará a los supervivientes del avión, quienes serán peones fundamentales para hacer realidad los antiguos temores que Setrakian tiene con respecto a "El Maestro" o "El Amo".

### Segunda temporada
Tras los acontecimientos ocurridos en la primera temporada, Goodweather, Setrakian y sus aliados descubren que la solución para acabar con el origen de esta maldición se vuelve aún más desconocida. Por ello, el ya conocido profesor Setrakian se encargará de recurrir a sus recuerdos para continuar con la ardua búsqueda de una cura definitiva. Para iniciar su búsqueda decide remontarse a una fría Rumania de 1932 y recordar a su querida Bubbeh ("abuela" en yidis), quien relata una oscura historia basada en la vida de Jusef Sardu, un amable conde rumano que padecía de gigantismo y que, apenado por la deshonra que provoca su enfermedad en la familia, se vio forzado a buscar una extraña cura que lo llevaría a descubrir una horrorosa leyenda que marcaría su vida desde ese mismo instante.
Durante el transcurso de la historia, Setrakian descubrirá que los mitos sobre los que había escuchado comienzan a hacerse cada vez más reales y además descubrirá que para hacer frente a esta epidemia, él y sus amigos no están solos, pero que la ayuda otorgada quizás no era la que comúnmente esperaban, debiendo acceder a observar y conocer cosas increíblemente terroríficas a cambio de obtener información crucial por parte de "Quinlan", un misterioso guerrero de extraña naturaleza, todo a fin de llegar a la verdad.
Goodweather, por su parte, piensa que los métodos del anciano son efectivos pero requieren de bastante tiempo, que es con lo que menos cuentan, por lo que decide junto con la Dra. Martínez arriesgarse a elaborar una posible cura, que podría tener efectos que quizás ni ellos esperan. Además, deberá lidiar con la cruda realidad que afecta a su familia y razonar de la forma que considera correcta para poder sobrevivir en medio de este pseudo apocalipsis.
Mientras tanto, "El Maestro" tomará decisiones radicales que involucran directamente a Gabriel Bolivar, uno de los supervivientes del avión y eventual peón, con respecto a sus planes para acabar con la humanidad y con los planes que Setrakian tiene en su contra, sumando a la destrucción física algo más poderoso, la destrucción sentimental, y utilizando las almas más puras de una sociedad como armas biológicas para prevalecer dominando.
Por su parte, Eldrith Palmer verá que la inversión realizada durante años comienza a dar frutos y elabora una asquerosa pero satisfactoria mentira para los ciudadanos de New York. Pero para sorpresa de todos, Palmer se dará cuenta de que la inversión es más que una simple decisión que conecta su vida con la de Thomas Elchorst, además involucra a Setrakian y una misteriosa historia que se irá revelando poco a poco en torno al origen de "El Maestro" y los ocultos métodos que se necesitan para combatirlo, entre ellos un grimorio ancestral denominado "Occido Lumen".
Entre todos estos acontecimientos, Vasilly Fet y Dutch Elders se verán vinculados fuertemente como algo más que compañeros en una compleja relación en la cual deberán emprender una lucha personal contra el recuerdo de Nikki, amiga desaparecida de Elders. Mientras que "Gus" Elizalde, ya ha tomado una decisión respecto a su vida y su rol en este gran conflicto que lo podría posicionar opuestamente con la realidad que transcurre en su familia, tomando fuertes y dolorosas decisiones.

### Prefacios

#### Primera temporada
"El hambre -dijo una vez un poeta- es el deseo más intenso que conocemos, la primera lección que aprendemos... pero el hambre puede calmarse fácilmente, saciarse con facilidad... existe otra fuerza, un tipo diferente de hambre, una sed insaciable que nunca puede calmarse, su existencia misma es la que nos define... la que nos hace humanos, esa fuerza es el amor."
- Profesor Abraham Setrakian -
New York, tiempo presente.

#### Segunda temporada
"El mal, acecha este mundo Abraham... en muchas formas. Algunas conocidas, otras no. Debes detenerlo... todos debemos."
- Bubbeh (abuela en yidis, dialecto altoalemán, con elementos hebreos y eslavos, que hablan los judíos askenazíes) de Abraham Setrakian - 
Rumanía, 1932.

#### Tercera temporada
La batalla de Read Hook liderada por Justine Feraldo intenta hacer todo lo posible para salvar el barrio y lo consigue; Zach se encuentra con su madre y con Eirchost donde el amo quiere aprovecharse de Shak pero sin convertirle.

## Reparto

### Principal
- Corey Stoll es el Dr. Ephraim "Eph" Goodweather, epidemiólogo y jefe del Equipo Canary del CDC en Nueva York.[14]
- David Bradley es el profesor Abraham Setrakian, superviviente del Holocausto, académico especializado en ciencias ocultas y dueño de una tienda de antigüedades en el barrio de Harlem, Nueva York.[15]
- Mía Maestro es la Dra. Nora Martínez, bioquímica y microbióloga del Equipo Canary del CDC en Nueva York.[16]
- Sean Astin es Jim Kent, administrador del Equipo Canary del CDC en Nueva York.
- Jack Kesy es Gabriel Bolívar (Fallecido-Strigoi), estrella de rock que flirtea con un apetito por las drogas.[17]

- Jonathan Hyde es Eldritch Palmer, un magnate ambicioso y multimillonario, que anhela la superioridad y más aún el deseo de la inmortalidad.[18]
- Richard Sammel es Thomas Eichorst, misterioso socio de Eldritch Palmer y oscuro protagonista de los temores pasados de Setrakian.[18]
- Kevin Durand es Vasiliy Fet, es un emigrante ucraniano y exterminador de plagas del Departamento de Salud de Nueva York.[19]
- Miguel Gómez es Agustín "Gus" Elizalde, un pandillero y exrecluso de la cárcel de menores.[20]
- Ruta Gedmintas es Kirsten "Dutch" Velders, una hacker profesional mercenaria.
- Natalie Brown es Kelly Goodweather (Fallecida-Strigoi), exesposa de Ephraim y madre de Zachary.[21]
- Ben Hyland (Primera temporada) / Max Charles (Segunda temporada) es Zachary "Zach" Goodweather, hijo de Kelly y Ephraim Goodweather.[22]
- Rupert Penry-Jones es Quintus Sertorius "Sr. Quinlan".
- Samantha Mathis es Justine Feraldo, concejal de la ciudad donde acontecen los hechos. Aparece por primera vez en la primera temporada, pero su papel cobra mayor importancia en la segunda.
- Joaquín Cosío es Ángel Guzmán "Ángel de Plata".
- Robin Atkin Downes es la voz del Amo, uno de los Siete Antiguos Vampiros.

### Recurrente
- Robert Maillet es Jusef Sardu, más conocido como "El Amo" o "El Maestro" (Fallecido-Strigoi), oscura criatura de tipo vampírico que busca esclavizar a los humanos y corromper a sus seres queridos mediante el sufrimiento.[23] La voz del personaje es Robin Atkin Downes.[24]
- Francis Capra es Crispin (Fallecido), un joven delincuente y estafador, hermano menor de Gus y adicto a las drogas.[23]
- Melanie Merkosky es Sylvia Kent (Desaparecida), esposa de Jim Kent y enferma de cáncer.[25]
- Regina King es Ruby Wain (Desaparecida), gestora inteligente y consumada de Gabriel Bolivar.[25]
- Leslie Hope es Joan Luss (Fallecida), uno de los pocos supervivientes del brote.[26]
- Roger Cross es Mr. Fitzwilliams (Fallecido), el médico y jefe de seguridad de Eldritch Palmer.[27]
- Drew Nelson es Matt Sayles (Fallecido), la nueva pareja de Kelly Goodweather.[28]
- Javier Botet, un actor que ha trabajado anteriormente con Guillermo del Toro en la película Mamá[29]
- Adriana Barraza es Guadalupe Elizade (Fallecida-Strigoi), la madre de Crispin y Gus.[30]
- Daniel Kash es Dr. Everett Barnes, el director del CDC.[31]
- Jim Watson es Abraham Setrakian joven.[32]
- Nikolai Witschl es Ansel Barbour (Fallecido), uno de los pocos supervivientes del brote.[33]
- Doug Jones es uno de los Antiguos, los siete vampiros originales. También interpreta a uno de los huéspedes del Amo, previo a Jusef.
- Regina King es Ruby Wain, mánager del músico Bolívar.
- Daniel Kash es el Dr. Everett Barnes, director del CDC y posteriormente Secretario de Salud y Servicios Humanos.
- Parveen Kaur es Aanya Gupta, una mesera y la hija de los dueños del Tandoori Palace.
- Ron Lea es Harrison McGeever, una víctima de vamprirismo con quien Nora y Eph experimentan.
- Robert Maillet es Jusef Sardu, un noble polaco del Siglo XIX quien fue huésped del Amo hasta que fue herido de gravedad.
- Stephen McHattie es Vaun, el líder de una banda de cazadores no muertos enviados a detener la epidemia vampírica,
- Melanie Merkosky  es Sylvia Kent, la esposa de Jim Kent, enferma de cáncer,
- Rhona Mitra es Charlotte, una mujer que se une a Fet y Quinlan en su búsqueda de armar que puedan destruir al Amo.
- America Olivo es la Capitana Kate Rogers, comandante de un grupo de luchadores en New York.
- Angel Parker es Alex Green, la líder de un grupo de resistencia contra los strigoi.

### Cameos
- Santiago Segura

### Cronología
| Actor                  | Personajes                    | Voz en español            | Temporada 1 | Temporada 2 | Temporada 3 | Temporada 4 |
| ---------------------- | ----------------------------- | ------------------------- | ----------- | ----------- | ----------- | ----------- |
| Corey Stoll            | Ephraim "Eph" Goodweather     | Juan Antonio Arroyo       | Principal   | Principal   | Principal   | Principal   |
| David Bradley          | Abraham Setrakian             | Luis Gaspar               | Principal   | Principal   | Principal   | Principal   |
| Mía Maestro            | Nora Martínez                 | Inés Blázquez             | Principal   | Principal   |             |             |
| Sean Astin             | Jim Kent                      | Rafa Romero               | Principal   | Invitado    |             |             |
| Jonathan Hyde          | Eldritch Palmer               | Miguel Zúñiga             | Principal   | Principal   | Principal   | Principal   |
| Richard Sammel         | Thomas Eichorst               | Antonio García Moral      | Principal   | Principal   | Principal   | Principal   |
| Jack Kesy              | Gabriel Bolívar               | Roberto Encinas           | Principal   | Principal   | Secundario  |             |
| Kevin Durand           | Vasily Fet                    | Luis Bajo                 | Principal   | Principal   | Principal   | Principal   |
| Miguel Gómez           | Agustín "Gus" Elizalde        | David Robles              | Principal   | Principal   | Principal   | Principal   |
| Ruta Gedmintas         | Kirsten "Dutch" Velders       | Isabel Fernández Avanthay | Secundario  | Principal   | Principal   | Principal   |
| Natalie Brown          | Kelly Goodweather             | Ana María Marí            | Principal   | Principal   | Principal   | Invitado    |
| Ben Hyland/Max Charles | Zach Goodweather              | Chelo Vivares             | Principal   | Principal   | Principal   | Principal   |
| Robin Atkin Downes     | El Amo                        | Fernando Hernández        | Principal   | Principal   | Principal   | Principal   |
| Rupert Penry-Jones     | Quintus Sertorius "Quinlan"   | Gabriel Jiménez           |             | Principal   | Principal   | Principal   |
| Samantha Mathis        | Justine Feraldo               | Isabel Donate             |             | Secundario  | Principal   |             |
| Joaquín Cosío          | Ángel Guzmán "Ángel de Plata" |                           |             | Secundario  | Principal   |             |

## Producción

### Casting
John Hurt iba a interpretar al profesor Abraham Setrakian, pero más tarde abandonó el papel protagonista. El papel recayó en David Bradley que tuvo que volver a rodar las escenas. Guillermo Del Toro había expresado interés en que Roy Dotrice interpretase el papel de Abraham Setrakian, al que ya había interpretado en varios anuncios de acción en vivo de la primera novela.
El personaje de Vasiliy Fet fue creado con la proyección de ser interpretado por Ron Perlman y el personaje de the Master para Doug Jones. Lauren Lee Smith fue elegida originalmente para interpretar a Kelly Goodweather.

### Música
La música está compuesta por Ramin Djawadi, que ya había trabajado con Guillermo del Toro en la película Pacific Rim. La banda sonora del episodio Night Zero incluye las canciones When You and I Were Young, Maggie, Gimme tha Power de Molotov y Sweet Caroline de Neil Diamond.

### Fotografía
La serie está filmada en formato digital utilizando cámaras RED Epic. Checco Varese, director de fotografía de cuatro episodios de la serie, después de varias conversaciones con Guillermo del Toro ambos llegaron a la conclusión de que la representación del color, la saturación y la flexibilidad en términos de diferentes velocidades de fotogramas de la cámaras RED Epic eran las adecuadas para convertirlas en las cámaras de su elección para la filmación de la serie.

### Marketing
El cartel original de la serie es un gusano del virus vampírico en el ojo de una persona. A raíz de las quejas del público, la cadena FX anunció que iban a reemplazar el cartel en varias de sus carteleras.

## Episodios
| Temporada | Temporada | Episodios | Episodios | Emisión original     | Emisión original         |
| Temporada | Temporada | Episodios | Episodios | Primera emisión      | Última emisión           |
| --------- | --------- | --------- | --------- | -------------------- | ------------------------ |
|           | 1         | 13        | 13        | 13 de julio de 2014  | 5 de octubre de 2014     |
|           | 2         | 13        | 13        | 12 de julio de 2015  | 4 de octubre de 2015     |
|           | 3         | 10        | 10        | 28 de agosto de 2016 | 30 de octubre de 2016    |
|           | 4         | 10        | 10        | 16 de julio de 2017  | 17 de septiembre de 2017 |

## Premios y nominaciones
| Año  | Premio                                      | Categoría                                                          | Nominación | Resultado | Ref.   |
| ---- | ------------------------------------------- | ------------------------------------------------------------------ | --- | --------- | ------ |
| 2014 | Critics Choice Television Awards            | Serie nueva más emocionante                                        | The Strain | Ganador   | [ 43 ] |
| 2014 | Satellite Awards                            | Mejor serie dramática de televisión                                | The Strain | Nominado  | [ 44 ] |
| 2015 | Saturn Awards                               | Mejor serie de televisión de cable/redifusión                      | The Strain | Nominado  | [ 45 ] |
| 2015 | Saturn Awards                               | Mejor actor secundario en una serie de televisión                  | David Bradley | Nominado  | [ 45 ] |
| 2015 | Saturn Awards                               | Mejor actor secundario en una serie de televisión                  | Richard Sammel | Nominado  | [ 45 ] |
| 2015 | Fangoria Chainsaw Awards                    | Mejor actor secundario de televisión                               | David Bradley | Nominado  | [ 46 ] |
| 2015 | Fangoria Chainsaw Awards                    | Mejor maquillaje/criatura de televisión                            | Steve Newburn, Sean Sansom | Nominado  | [ 46 ] |
| 2015 | Golden Reel Awards                          | Mejor edición de sonido – Diálogo abreviado y ADR en la televisión | Nelson Ferreira, Jill Purdy (por "The Box")                                                                                              | Nominado  | [ 47 ] |
| 2016 | Canadian Society of Cinematographers Awards | Fotografía en una serie de televisión                              | Colin Hoult (por "By Any Means") | Nominado  | [ 48 ] |
| 2016 | Saturn Awards                               | Mejor serie de televisión de horror                                | The Strain | Nominado} | [ 49 ] |
| 2016 | Saturn Awards                               | Mejor actor joven en una serie de televisión                       | Max Charles | Nominado  | [ 49 ] |
| 2016 | Directors Guild of Canada Awards            | Mejor edición de sonido – Serie de televisión                      | John Loranger, Dan Sexton, Adam Stein, Nathan Robitaille, Jill Purdy, Richard Calistan, Joe Mancuso, Craig MacLellan (por "Night Train") | Nominado  | [ 50 ] |
| 2016 | Fangoria Chainsaw Awards                    | Mejor maquillaje/criatura de televisión                            | Steve Newburn, Sean Sansom | Nominado  | [ 51 ] |
| 2016 | Golden Maple Awards                         | Mejor actriz en una serie de televisión transmitida en EUA.        | Natalie Brown | Ganador   | [ 52 ] |
| 2016 | Visual Effects Society Awards               | Destacados efectos visuales en un episodio fotoreal                | Dennis Berardi, Luke Groves, Matt Glover, Trey Harrell, Warren Appleby (por "Identity")                                                  | Nominado  | [ 53 ] |
| 2017 | Saturn Awards                               | Mejor actor joven en una serie de televisión                       | Max Charles | Nominado  | [ 54 ] |
| 2018 | Saturn Awards                               | Mejor serie de televisión de horror                                | The Strain | Nominado  |        |
| 2018 | Saturn Awards                               | Mejor actor joven en una serie de televisión                       | Max Charles | Nominado  |        |